# Paint the Sky with Stars
Paint the Sky with Stars: The Best of Enya (от англ. „Изрисувай небето със звезди: Най-доброто от Еня“) е първият албум с най-големи хитове на ирландската певица, композиторка и музикантка Еня, издаден на 3 ноември 1997 г. от Уорнър Мюзик UK. След световното си промоционално турне в подкрепа на предишния си албум The Memory of Trees (1995) Еня започва да избира песни за сборен албум в началото на 1997 г., тъй като договорът ѝ за звукозапис с Уорнър Мюзик ѝ позволява да го направи. Албумът съдържа песни от дебютния ѝ албум Enya (1987) до албума The Memory of Trees (1995) плюс две нови парчета: едноименното Paint the Sky with Stars и Only If... („Само ако...“).
Албумът получава положителни отзиви от критиката и има търговски успех, достигайки № 4 в Обединеното кралство и № 30 в Билборд 200 в Съединените щати. В САЩ албумът продължава да се продава през следващите осем години, достигайки 4 млн. копия, изпратени през 2005 г. В Япония той става първият неяпонски албум с лейбъла Уорнър, който получава Награда „Златен диск“ (Japan Gold Disc Award) в категорията 'Grand Prix Album' за продадени над 1 млн. копия. За да популяризира сборния си албум, Еня прави няколко интервюта и телевизионни изпълнения.

## Критичен прием
Paint the Sky with Stars получава всеобщо признание от музикалните критици. Стивън Томас Ърлевайн от Олмюзик оценява албума с пет звезди от пет и казва, че той е отличен преглед с 16 песни на кариерата на Еня, съдържащ 14 избрани песни от албумите ѝ The Celts, Watermark, Shepherd Moons и The Memory of Trees – включително Caribbean Blue, Anywhere Is, Marble Halls, Book of Days и Orinoco Flow, както и две неиздавани досега парчета: Only If... и Paint the Sky with Stars), които се вписват удобно с нейната минала работа.

## Списък с песни
Всички текстове са написани от Рома Райън с изключение на Marble Halls. Цялата музика е композирана от Еня. Всички песни са продуцирани от Ники Райън.
| 1.    | Orinoco Flow                                     | Watermark           | 4:26 |
| 2.    | Caribbean Blue                                   | Shepherd Moons      | 3:58 |
| 3.    | Book of Days                                     | Shepherd Moons      | 2:56 |
| 4.    | Anywhere Is                                      | The Memory of Trees | 3:46 |
| 5.    | Only If... (неиздавана преди това)               |                     | 3:19 |
| 6.    | The Celts                                        | Enya                | 2:57 |
| 7.    | China Roses                                      | The Memory of Trees | 4:40 |
| 8.    | Shepherd Moons                                   | Shepherd Moons      | 3:40 |
| 9.    | Ebudæ                                            | Shepherd Moons      | 1:52 |
| 10.   | Storms in Africa                                 | Watermark           | 4:11 |
| 11.   | Watermark                                        | Watermark           | 2:26 |
| 12.   | Paint the Sky with Stars (неиздавана преди това) |                     | 4:15 |
| 13.   | Marble Halls                                     | Shepherd Moons      | 3:55 |
| 14.   | On My Way Home (Сингъл версия)                   | The Memory of Trees | 3:38 |
| 15.   | The Memory of Trees                              | The Memory of Trees | 4:19 |
| 16.   | Boadicea                                         | Enya                | 3:28 |
| 57:46 |                                                  |                     |      |

## Сингли
Only If... е издаден и като сингъл същата година заедно с неиздаваната преди това Willows on the Water („Върби над водата“) заедно с Oíche Chiúin („Тиха нощ, свята нощ") като придружаващи парчета.
Boadicea е семплирана от Фюджийс в техния хит № 2 в Обединеното кралство Ready or Not. Тя също е семплиран от Марио Уинанс в неговия хит №1 в Обединеното кралство и № 2 в САЩ I Don't Wanna Know.

## Продукция
- Ники Райън – продуцент
- Еня и Ники Райън – аранжимент
- Рома Райън – текст
- И Ем Ай Сонгс Ltd – издател
- Дейвид Шайнман – основна фотография
- Броуди Нойеншвандер – калиграфия и дизайн
- Арун – мастеризиране

## Награди
- 1998: Награда „Златен диск“ Япония за най-добър международен поп албум на годината[2][4]

## Класации
| Класации (1997 – 1998)                                       | Позиция |
| ------------------------------------------------------------ | ------- |
| Австралийска класация на албумите (ARIA)                     | 10      |
| Австрийска класация на албумите (Ö3 Austria)                 | 3       |
| Белгийска класация на албумите(Фландрия) (Ultratop Flanders) | 9       |
| Белгийска класация на албумите (Валония) (Ultratop Wallonia) | 13      |
| Канадска класация на албумите (RPM)                          | 33      |
| Нидерландска класация на албумите (Album Top 100)            | 10      |
| Финландска класация на албумите (Suomen virallinen lista)    | 12      |
| Германска класация на албумите (Offizielle Top 100)          | 5       |
| Унгарска класация на албумите (MAHASZ)                       | 12      |
| Японска класация на албумите (Oricon)                        | 4       |
| Новозеландска класация на албумите (RMNZ)                    | 6       |
| Норвежка класация на албумите (VG-lista)                     | 2       |
| Испанска класация на албумите (PROMUSICAE)                   | 2       |
| Шведска класация на албумите (Sverigetopplistan)             | 1       |
| Швейцарска класация на албумите (Schweizer Hitparade)        | 7       |
| Класация на албумите на Обединеното кралство (OCC)           | 4       |
| Билборд 200 САЩ                                              | 30      |

| Класации (1997)                              | Позиция |
| -------------------------------------------- | ------- |
| Австралийска класация на албумите            | 41      |
| Белгийска класация на албумите (Фландрия)    | 33      |
| Белгийска класация на албумите (Валония)     | 47      |
| Европейска класация на албумите              | 56      |
| Германска класация на албумите               | 88      |
| Шведска класация на албумите                 | 3       |
| Класация на албумите на Обединеното кралство | 19      |
| Класации (1998)                              | Позиция |
| Австралийска класация на албумите            | 67      |
| Австрийска класация на албумите              | 50      |
| Белгийска класация на албумите (Фландрия)    | 46      |
| Белгийска класация на албумите (Валония)     | 83      |
| Нидерландска класация на албумите            | 57      |
| Европейска класация на албумите              | 24      |
| Германска класация на албумите               | 65      |
| Японска класация на албумите                 | 44      |
| Шведска класация на албумите                 | 47      |
| Класация на албумите на Обединеното кралство | 90      |
| Билборд 200 САЩ                              | 83      |

## Сертификати
| Регион | Сертификат  | Продадени бройки |
| --- | ----------- | ---------------- |
| Аржентина (CAPIF)                                                                                                   | 2× Платинен | 120 хил.^        |
| Австралия (ARIA) | 3× Платинен | 210 хил.^        |
| Австрия (IFPI Austria)                                                                                              | Платинен    | 50 хил.*         |
| Белгия (BEA) | 2× Платинен | 100 хил.*        |
| Бразилия (Pro-Música Brasil)                                                                                        | 2× Платинен | 500 хил.*        |
| Финландия (Musiikkituottajat)                                                                                       | Златен      | 23 900           |
| Германия (BVMI) | Платинен    | 500 хил.^        |
| Хонк Конг (IFPI Hong Kong)                                                                                          | Платинен    | 20 хил.*         |
| Италия | —           | 410 хил.         |
| Япония (RIAJ) | Милионен    | 1078 хил.        |
| Нидерландия (NVPI)                                                                                                  | Златен      | 50 хил.^         |
| Нова Зеландия (RMNZ)                                                                                                | Платинен    | 15 хил.^         |
| Норвегия (IFPI Norway)                                                                                              | Платинен    | 50 хил.*         |
| Испания (PROMUSICAE)                                                                                                | 2× Платинен | 200 хил.^        |
| Швеция (GLF) | 2× Платинен | 160 хил.^        |
| Швейцария (IFPI Switzerland)                                                                                        | Платинен    | 50 хил.^         |
| Обединено кралство (BPI)                                                                                            | 2× Платинен | 600 хил.^        |
| САЩ (RIAA) | 4× Платинен | 4 млн.^          |
| Обобщение |             |                  |
| Европа (IFPI) | 3× Платинен | 3 млн.*          |
| По света | —           | 12 млн.          |
| * Данни за продажбите се основават само на сертифициране. ^ Данните за пратките се основават само на сертифициране. |             |                  |

## История на издаване
| Държава | Дата            | Формат    | Лейбъл          |
| ------- | --------------- | --------- | --------------- |
| Европа  | 3 ноември 1997  | CD касета | Уорнър Мюзик    |
| САЩ     | 11 ноември 1997 | CD касета | Рипрайз Рекърдс |